# Bulbophyllum lobbii
Bulbophyllum lobbii es una especie de orquídea epifita originaria de Asia.   

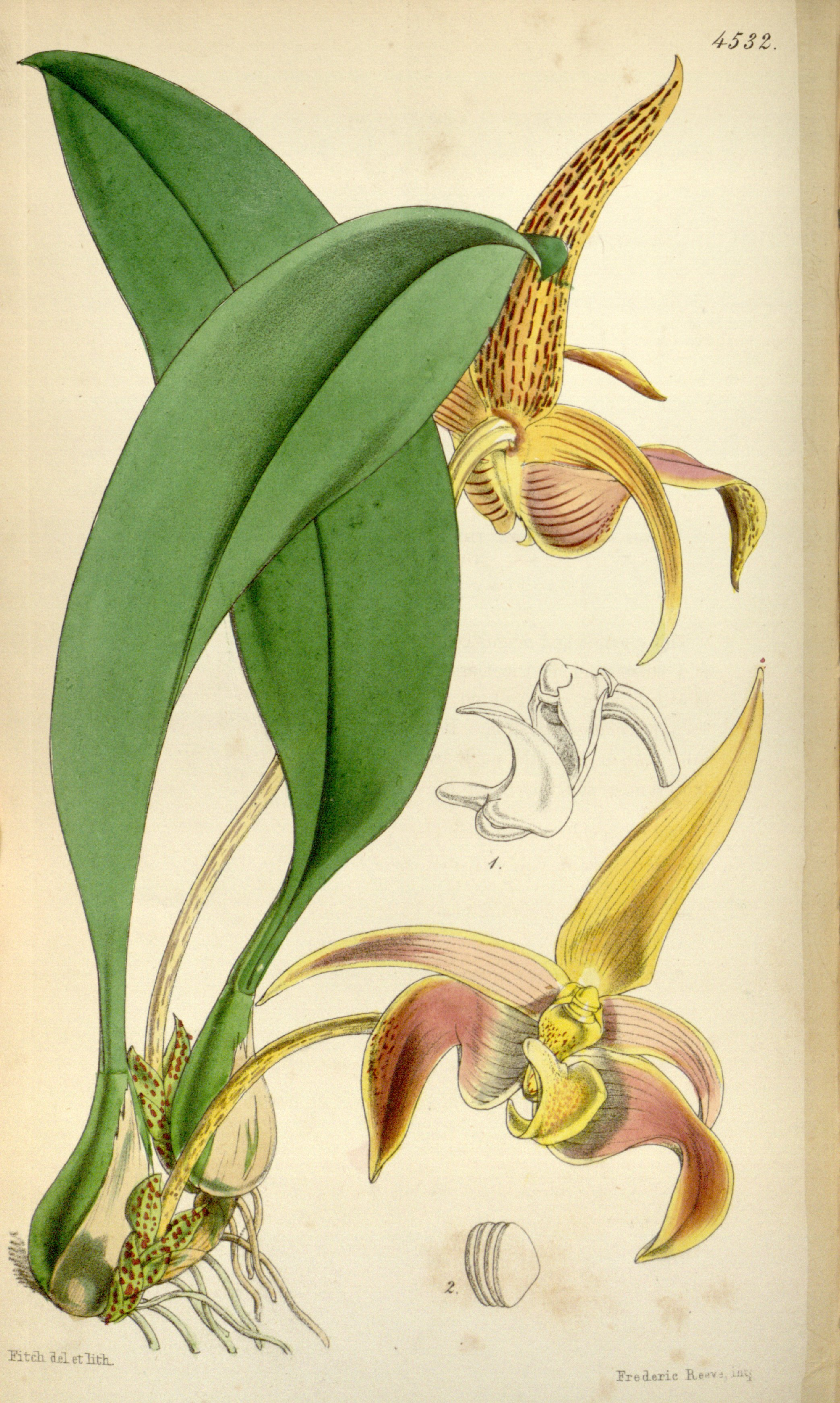
Inflorescencia

## Descripción
Es una  orquídea de tamaño pequeño a mediano, de crecimiento cálido con hábitos de epífita con pseudobulbos bien espaciados con  una vaina persistente que se divide en fibras de color amarillo y lleva una sola hoja apical y correosa.  Florece en el verano en una inflorescencia erecta de 15 cm de largo,  que surge de un nodo en el rizoma. Las grandes y fragantes flores solo surgen en cada nueva pseudobulbo y se mantiene en la mitad de la hoja.

## Distribución y hábitat
Se encuentra en la Borneo, Indonesia, Malasia y las Filipinas en altitudes de 200 a 2.000 metros en las tierras bajas y bosques montanos en los troncos y ramas principales de los árboles. 

## Taxonomía
Bulbophyllum lobbii fue descrita por John Lindley    y publicado en Edwards's Botanical Register 33: t. 29. 1847.
Etimología
Bulbophyllum: nombre genérico que se refiere a la forma de las hojas que es bulbosa.
lobbii: epíteto otorgado en honor de Lobb.
Sinonimia
- Bulbophyllum claptonense Rolfe
- Bulbophyllum henshallii auct.	'
- Bulbophyllum polystictum Ridl.
- Bulbophyllum siamense Rchb.f.
- Bulbophyllum sumatranum Garay, Hamer & Siegerist
- Phyllorchis lobbii (Lindl.) Kuntze
- Phyllorkis lobbii (Lindl.) Kuntze
- Sarcobodium lobbii (Lindl.) Beer
- Sarcopodium lobbii (Lindl.) Lindl. & Paxton
- Sestochilos uniflorum' Breda[3][4]